# Vila Nova de Foz Côa
Vila Nova de Foz Côa es una ciudad portuguesa perteneciente al distrito de Guarda, en la histórica región de Trás-os-Montes (Norte) y la comunidad intermunicipal Duero, con cerca de 3300 habitantes.
Es sede de un municipio con 395,88 km² de área y 6305 habitantes (2021), subdividido en catorce freguesias. El municipio está limitado al norte por Carrazeda de Ansiães y Torre de Moncorvo, al noreste por Freixo de Espada à Cinta, al sureste por Figueira de Castelo Rodrigo y Pinhel, al sur por Mêda y al oeste por Penedono y São João da Pesqueira.

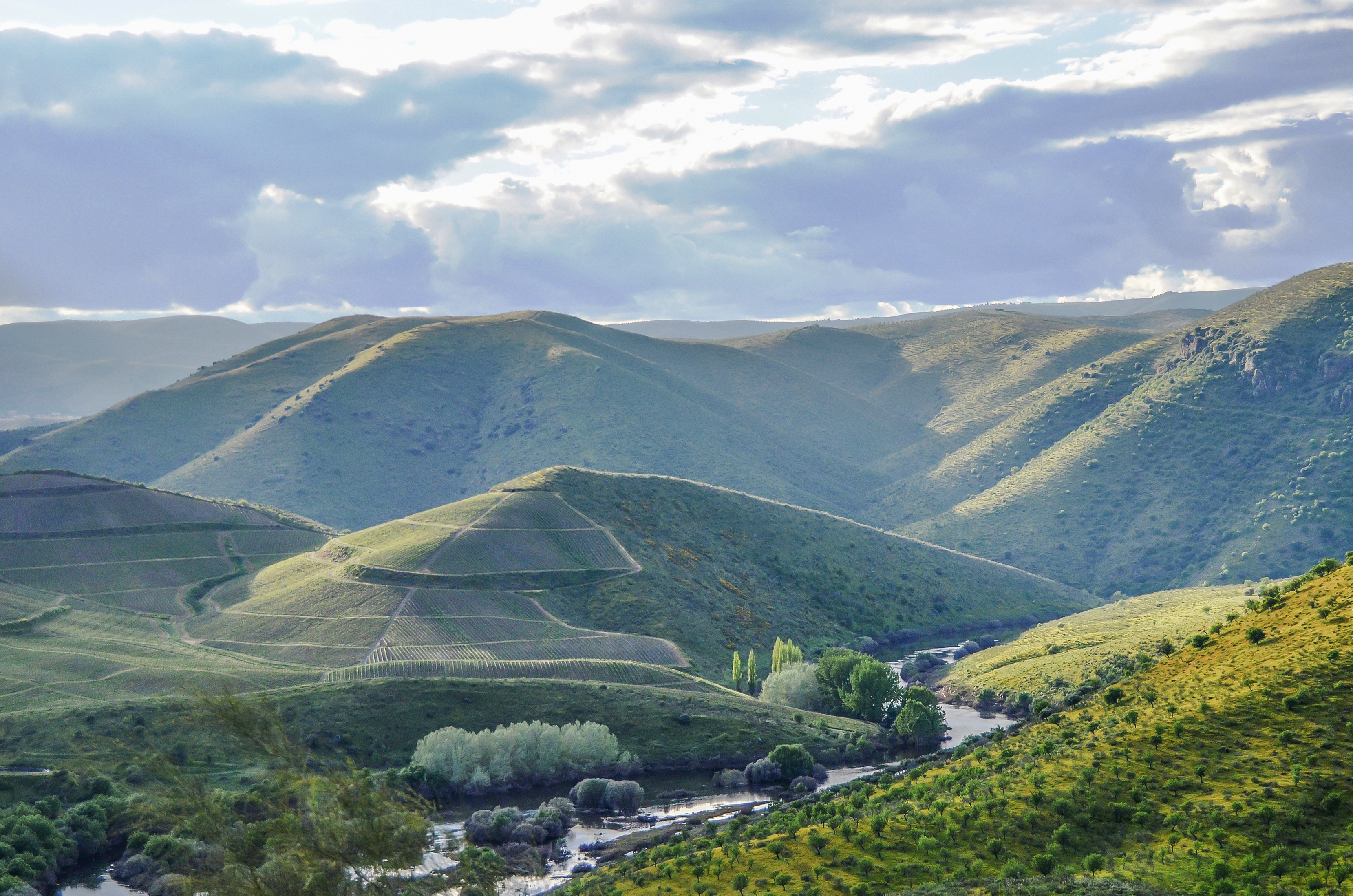
El valle del río Coa

## Cultura
Vila Nova de Foz Côa es conocida por la aparición de grabados rupestres al aire libre en la cuenca del valle del río Coa, se trata en la actualidad de uno de los mayores centros arqueológicos de arte rupestre de Europa. Fueron declarados Patrimonio de la Humanidad bajo la denominación «Sitios de arte rupestre prehistórico del valle del Coa».

## Demografía
| Gráfica de evolución demográfica de Vila Nova de Foz Côa entre 1864 y 2021 |
|                                                                            |
| Datos según el nomenclátor publicado por el INE portugués.                 |

## Organización territorial
El municipio de Vila Nova de Foz Côa está formado por catorce freguesias:
- Almendra
- Castelo Melhor
- Cedovim
- Chãs
- Custóias
- Freixo de Numão
- Horta
- Muxagata
- Numão
- Santa Comba
- Sebadelhe
- Seixas
- Touça
- Vila Nova de Foz Côa

### Localidades
- Pocinho
- Cortes da Veiga